# Daveigh Chase
Daveigh Elizabeth Chase, född Daveigh Elizabeth Schwallier den 24 juli 1990 i Las Vegas, Nevada, är en amerikansk skådespelerska och sångare, mest känd för rollen som Samara Morgan i The Ring, Rhonda Volmer i HBO-serien Big Love samt Lilo Pelekai i Lilo & Stitch. Hon är även känd för att spela Samantha Darko i S. Darko.